# Шевченківська селищна територіальна громада
Шевченківська селищна територіальна громада — територіальна громада в Україні, в Куп'янському районі Харківської області. Адміністративний центр — селище Шевченкове.

## Географія
Площа громади — 979,1 км2, населення громади — 19 694 осіб (2020)
Громада межує на півночі з Великобурлуцькою, Печенізькою громадами, на сході — з Кіндрашівською, Куп'янською громадами на півдні — з Балаклійською, Савинською, Куньєвською громадами, на заході — із Чкаловською громадою Харківської області. Від центру громади селища Шевченкове до міста Харкова – 80 км, до райцентру міста Куп'янська – 36 км.
Основною водною артерією громади є річка Великий Бурлук. Територія характеризується рівнинним рельєфом, типовим для Лівобережжя України, з родючими ґрунтами, що сприяють розвитку сільського господарства.

## Історія
Утворена 12 червня 2020 року шляхом об'єднання Шевченківської селищної ради та Аркадівської, Безмятежненської, Березівської, Борівської, Василенківської, Великохутірської, Волосько-Балаклійської, Гетьманівської, Нижньобурлуцької, Новомиколаївської, Петрівської, Петропільської, Семенівської, Сподобівської і Старовірівської сільських рад Шевченківського району Харківської області.
25 жовтня 2020 року відбулися перші вибори селищної ради та селищного голови Шевченківської селищної громади.
26 лютого 2022 року Шевченківська селищна територіальна громада в була окупована російськими військами. Перші блокпости з'явилися в громаді вже 24–25 лютого, а офіційною датою окупації вважається 26 лютого.
7 вересня 2022 року Збройні Сили України звільнили селище Шевченкове, а повністю всю територію громади — 10 вересня 2022 року. Таким чином, громада перебувала під окупацією понад шість місяців.
5 жовтня 2023 року наймасштабнішим обстрілом Шевченківської селищної громади став ракетний удар по селу Гроза. Цей напад став одним із найтрагічніших за кількістю жертв серед цивільного населення в Україні з початку повномасштабного вторгнення. 59 загиблих, серед них восьмирічна дитина; ще кілька осіб отримали поранення.

## Населені пункти

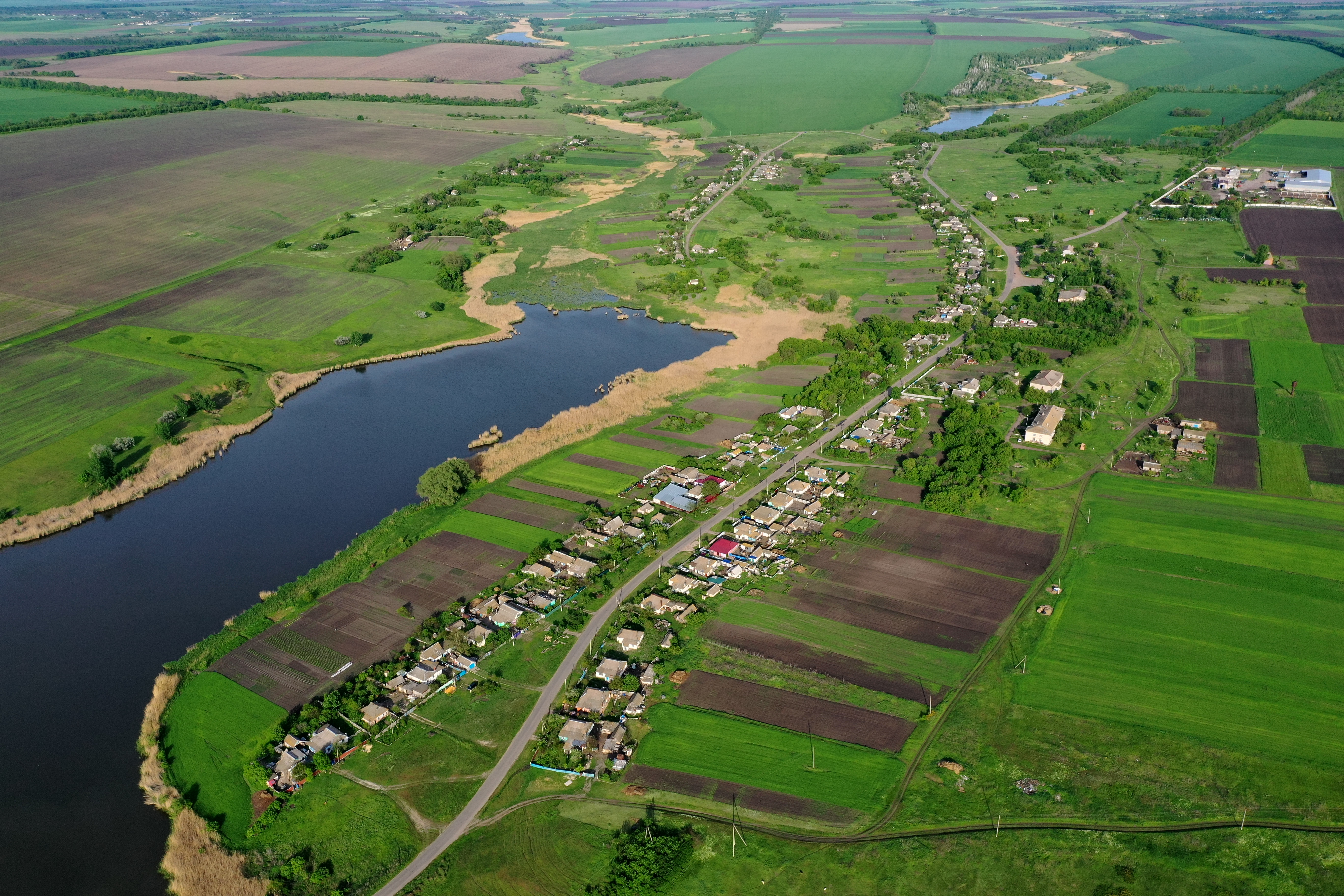
с. Петропілля з висоти

До складу громади входять 2 селища (Борівське, Шевченкове) та 58 сіл (Аркадівка, Баранове, Березівка, Богодарівка, Василенкове, Великі Хутори, Верхньозорянське, Володимирівка, Волоська Балаклія, Гетьманівка, Горожанівка, Гроза, Дуванка, Журавка, Зорянське, Іванівка (Нижньобурлуцький старостинський округ), Іванівка (Петрівська старостинський округ), Колісниківка, Кравцівка, Лелюківка, Максимівка, Малі Кринки, Микільське, Мирне, Миропілля, Михайлівка (Нижньобурлуцький старостинський округ), Михайлівка (Шевченківська селищна рада), Млинки, Мостове, Нижній Бурлук, Новий Лиман, Новомиколаївка, Новостепанівка, Огурцівка, Одрадне, Олександрівка, Олексіївка, Петрівка, Петропілля, Полтава, Раївка, Роздольне, Сазонівка, Самарське, Семенівка, Смолівка, Сподобівка, Ставище, Станіславка, Старий Чизвик, Старовірівка, Сумське, Тетянівка, Троїцьке, Федорівка, Худоярове, Шевченкове, Шишківка).

## Економіка
Головним заняттям мешканців громади є сільське господарство. Загальна площа сільськогосподарських угод у громаді складає 85,7 тис. га., з них:
рілля – 69,6 тис. га.;
пасовища – 11,2 тис. га.;
сіножаті - 4,4 тис. га.
Аграрний сектор громади представлений 19 діючими агрофірмами та 46 фермерськими господарствами. Основний напрямок сільськогосподарського виробництва – рослинництво (приблизно 75% від загального обсягу сільгоспвиробництва). Значно менша частина посідає тваринництво (25%). У громаді створено мережу переробних підприємств.

## Транспорт

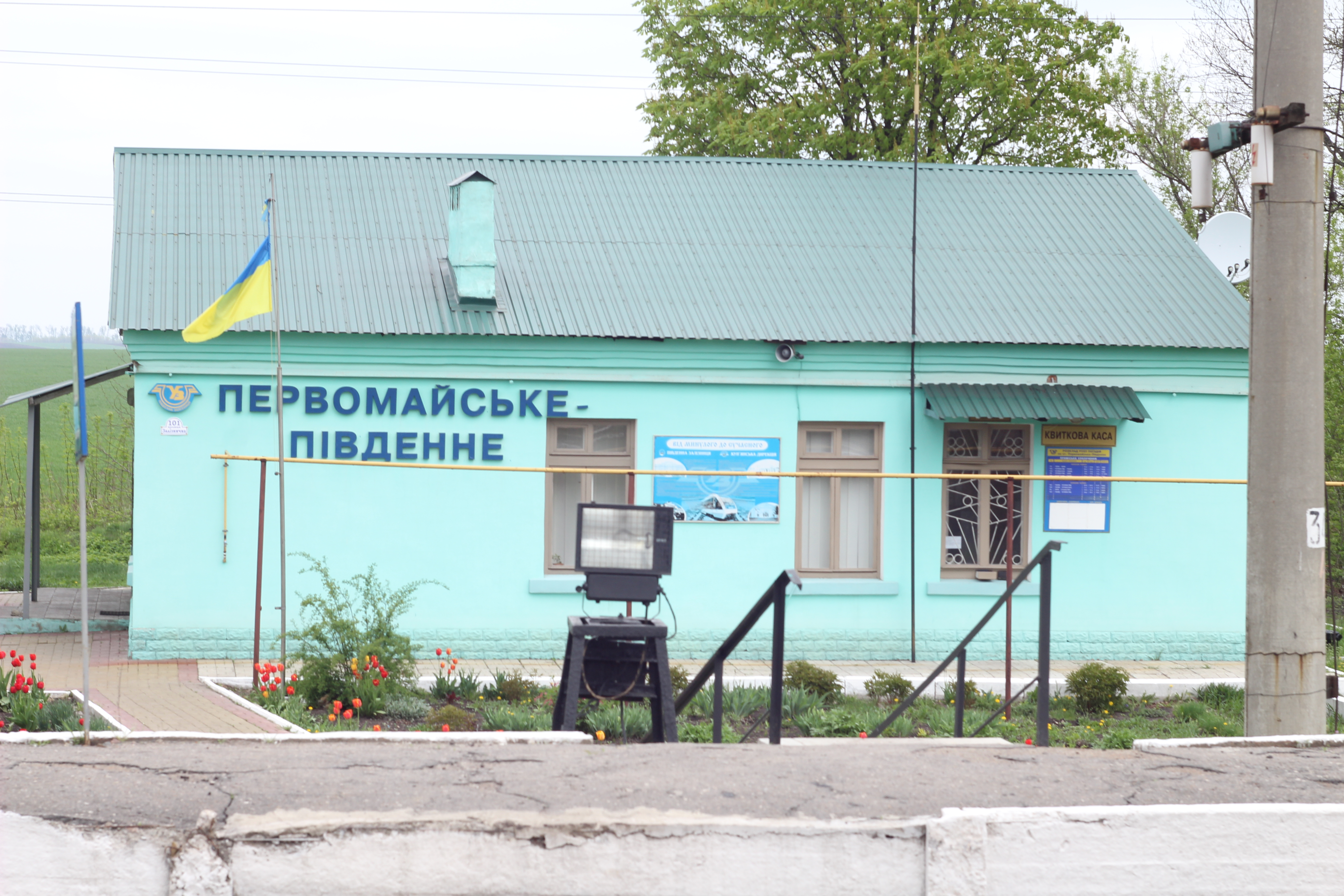
Станція "Травневе" в с. Мирне

Через громаду проходять автомобільні дороги Н26, Т 2110.
А також залізнична лінія Харків — Куп'янськ-Вузловий Південної залізниці зі станціями в громаді — 86 км, Шевченково-Південне, Травневе, Гроза, Тишковський, Соляниківка, Старовірівка.
Для внутрішнього сполучення центру громади селища Шевченкове з іншими населеними пунктами ходять маршрутні автобусні рейси.

## Культура

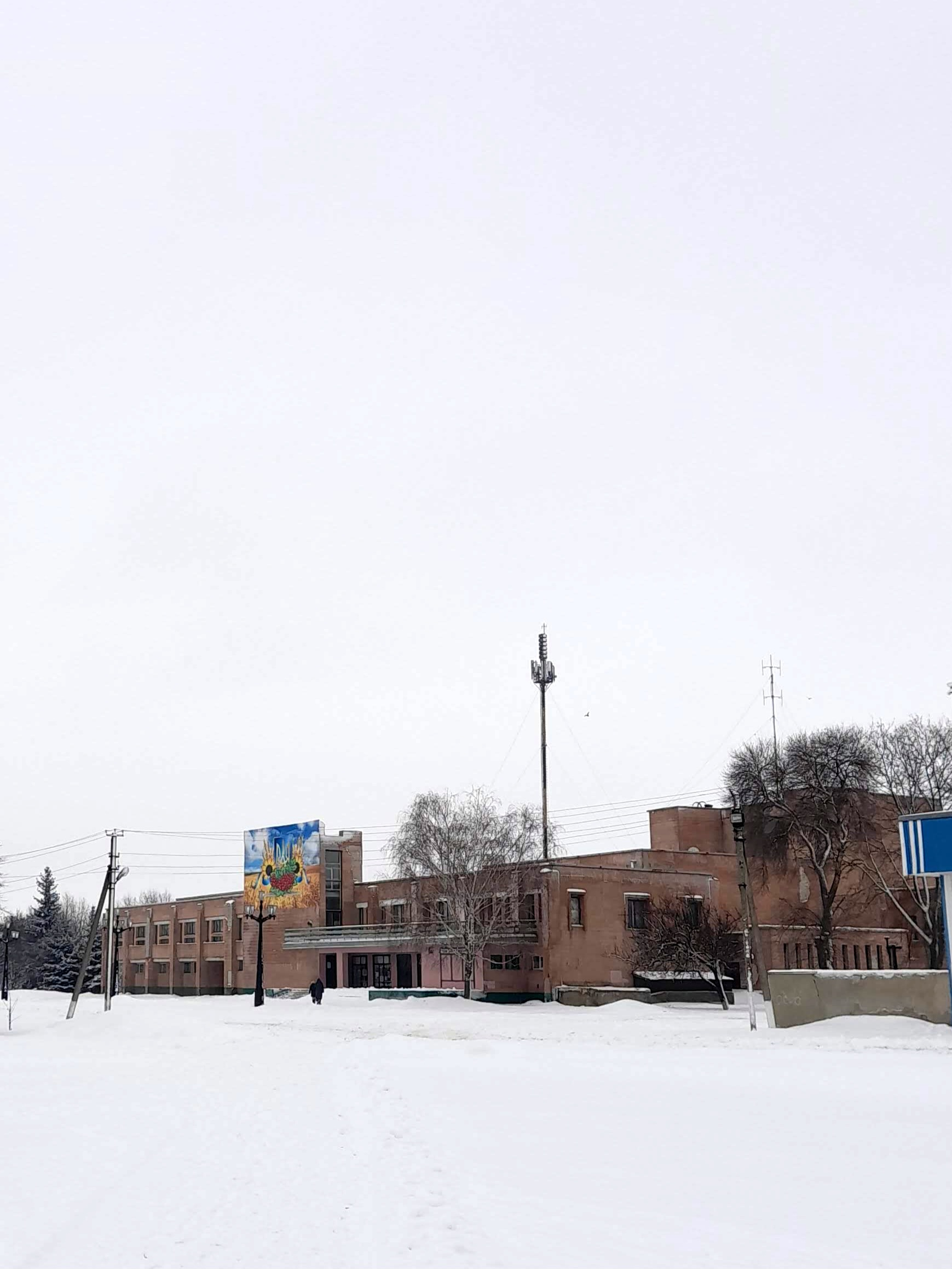
Будинок культури в сел. Шевченкове

ЗМІ у громаді представлені: районною газетою "Краєвид" та газетою "Регіон", присутнє місцеве радіо "Говорить Шевченкове",а також телеканалами УТ-1, Студія "1+1", "Інтер", «Simon», ICTV, СТБ, «Новий канал», 5 канал та інші.
У районі дві спортивні та одна тренажерна зала, 15 футбольних полів. Найкращим у районі вважається Шевченківський спортивний комплекс. Головний стадіон громади у сел. Шевченкове "Колос".
42 (37 у сільській місцевості) заклади культури (16 бібліотек, 24 клубні заклади, 1 дитяча музична школа, 1 краєзнавчий музей). Головною проблемою є те, що значна частина закладів культури зазнала серйозних пошкоджень або була повністю зруйнована, що вимагає значних фінансових ресурсів для ремонту або відбудови.
У Шевченківському районі зареєстровані та діють 4 релігійні громади:
- Християн віри євангельської «Благовіст» (головний служитель громади Микола Миколайович Канарейкін);
- Євангельських християн-баптистів (уповноважений служитель громади Анатолій Іванович Кришталь);
- Свято-Троїцька (Українська православна церква);
- Свято-Казанська (Українська православна церква);

## Пам'ятки

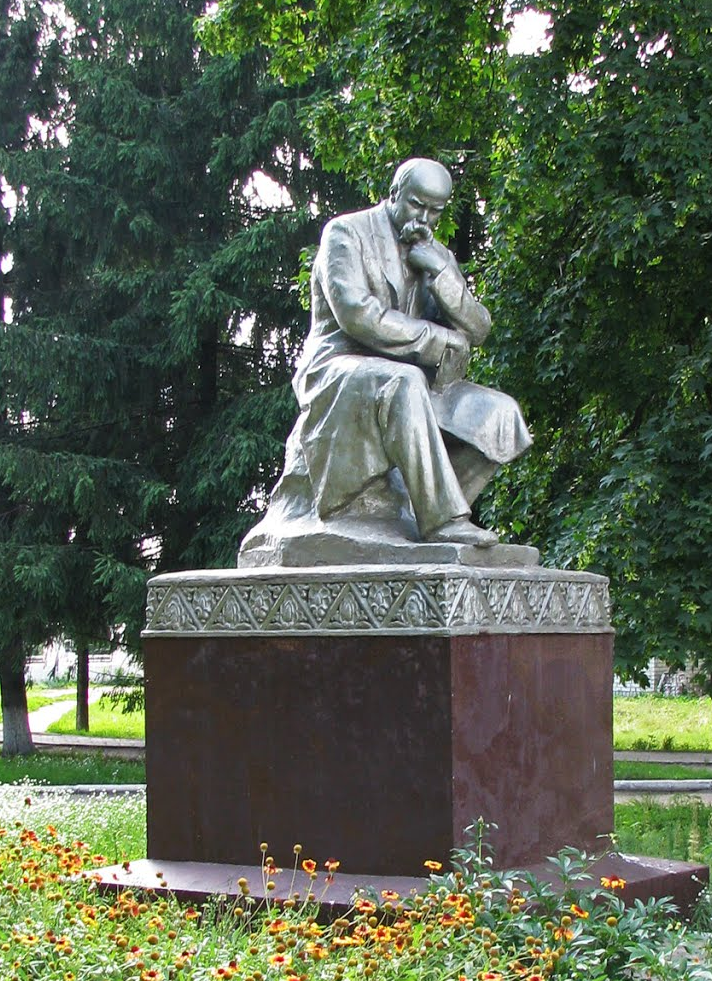
Пам'ятник Т. Г. Шевченку біля вокзалу станції Шевченкове Південне

На території громади розташовано понад 600 стародавніх курганів та 29 братських могил полеглих воїнів Другої світової війни. У самому селищі Шевченкове розташовані два меморіальні комплекси Невідомим солдатам. Головний із них розташований у центральній частині селища, неподалік центральної районної лікарні. На території меморіального комплексу встановлено артилерійську протитанкову зброю часів Другої світової війни, а також пам'ятники Ліквідаторам аварії на ЧАЕС та Захисникам України. Також в Шевченковому є 2 пам'ятники поету Т. Г. Шевченку.
З історичних пам'яток у районі є садиба Марка Кропивницького на хуторі Затишшя біля села Сподобівка, де 1902—1910 років жив український драматург, засновник українського професійного театру. Основною пам'яткою селища Шевченкове є пам'ятник українському поетові та кобзарю Т. Г. Шевченку, на честь якого названо громаду та селище.